# Толкин, Тимоти
Тим То́лкин (англ. Tim Tolkien;  иногда встречается неверное с точки зрения оригинального произношения в английском (МФА: /ˈtɒlkiːn/) То́лкиен; род. в сентябре 1962) — английский скульптор, создатель нескольких монументальных скульптур.
Известен не только благодаря своим работам, но и в связи с тем, что является внучатым племянником известного английского писателя и лингвиста Джона Толкина (он является внуком Хилари Толкина, младшего брата Дж. Р. Р. Толкина). У Тима Толкина свой бизнес по изготовлению деревянных и металлических скульптур в графстве Уэст-Мидлендс (Великобритания). Помимо этого, он является бас-гитаристом группы Klangstorm, основанной в 1996 году.

## Работы Тима Толкина

widths="170px"
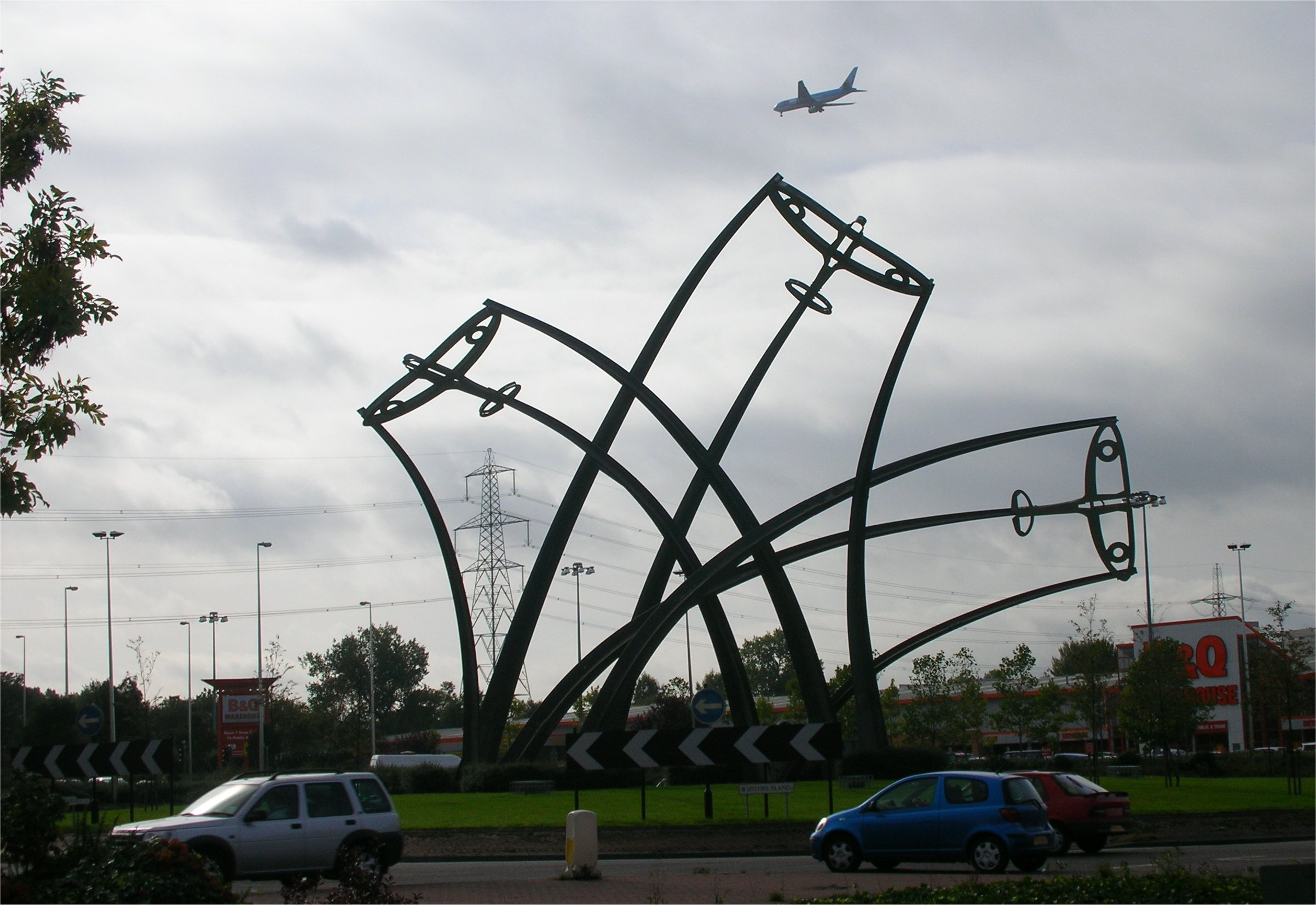
Композиция «Страж». Установлена на островке безопасности на пересечении главной дороги Chester Road и подъезда к замку Vale, в Бирмингеме
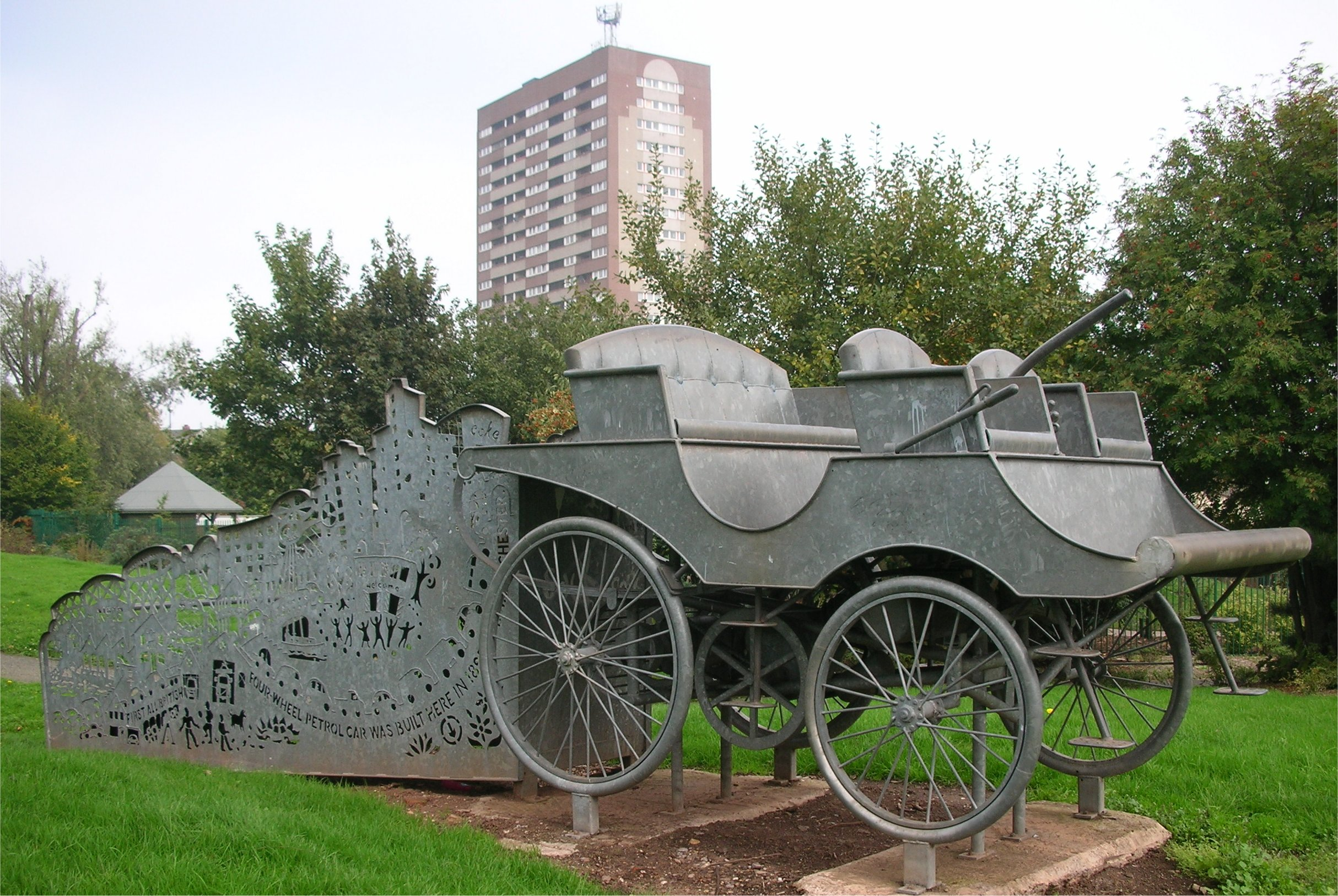
Автомобильный монумент Ланчестер на месте разработки первого британского автомобиля с бензиновым двигателем.
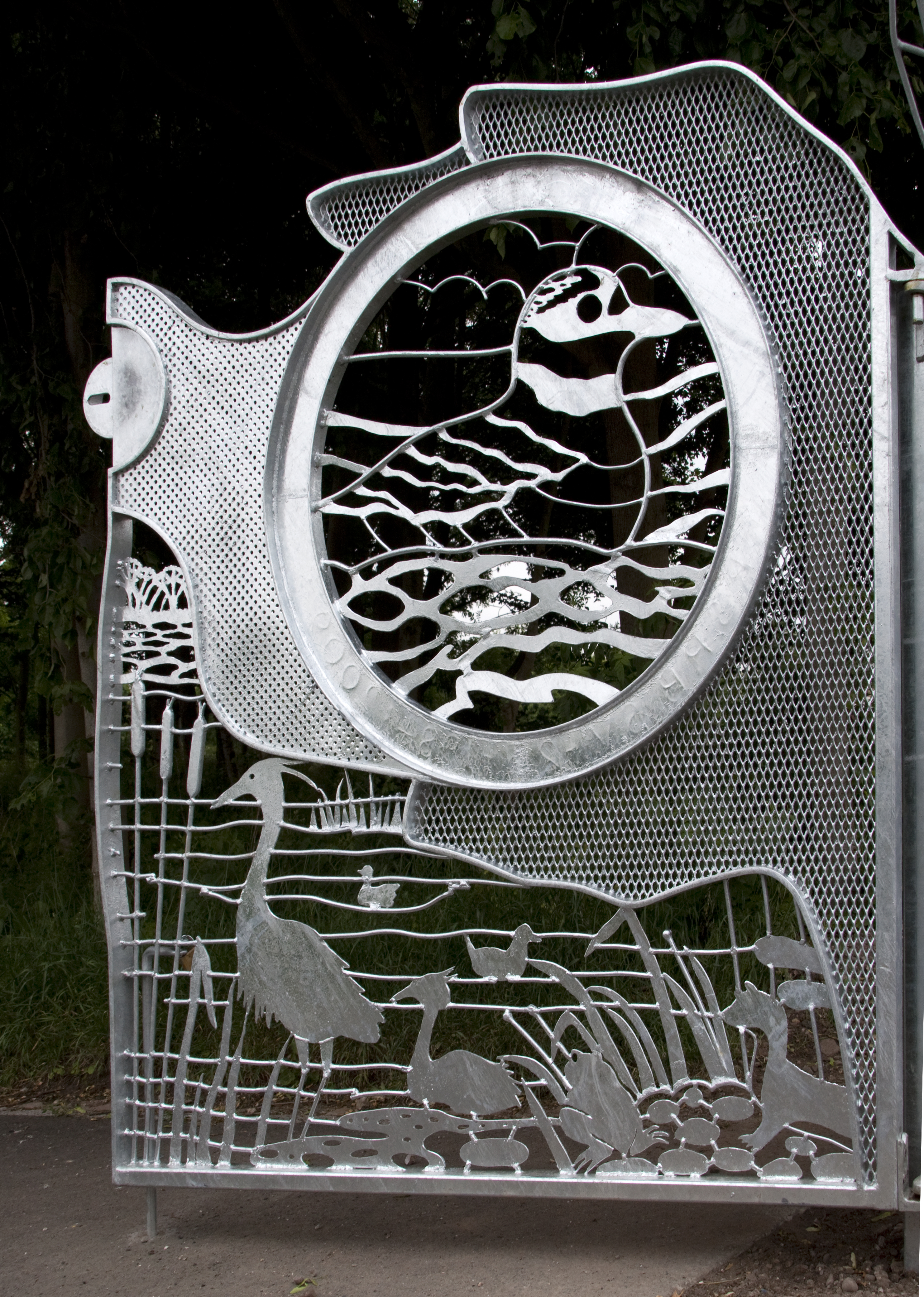
Ворота заповедника «Sandwell Valley» Королевского общества защиты птиц